# زوران مامیچ
زوران مامیچ (کرواتی: Zoran Mamić؛ زادهٔ ۳۰ سپتامبر ۱۹۷۱) بازیکن فوتبال پیشین و سرمربی اهل کشور کرواسی است. او مربی باشگاه فوتبال دینامو زاگرب لیگ اول فوتبال کرواسی نیز بود.

## عملکرد باشگاهی
از باشگاه‌هایی که در آن بازی کرده‌است می‌توان به دینامو زاگرب، بوخوم، بایر لورکوزن و گروتر فورث اشاره کرد.

## مربیگری
وی سابقه هدایت تیم‌های دینامو زاگرب کرواسی، النصر عربستان و العین و الهلال را در کارنامه دارد.

## افتخارات

### به عنوان بازیکن

#### باشگاهی
دینامو زاگرب
- لیگ برتر فوتبال کرواسی(۴): ۹۳–۱۹۹۲، ۹۶–۱۹۹۵، ۰۶–۲۰۰۵، ۰۷–۲۰۰۶
- جام حذفی فوتبال کرواسی(۳): ۹۴–۱۹۹۳، ۹۶–۱۹۹۵، ۰۷–۲۰۰۶
- سوپر جام فوتبال کرواسی(۱): ۲۰۰۶

#### ملی
کرواسی
- جام‌جهانی فوتبال: ۱۹۹۸ عنوان سوم

### به عنوان مربی
دینامو زاگرب
- لیگ برتر فوتبال کرواسی(۳): ۱۴–۲۰۱۳، ۱۵–۲۰۱۴، ۱۶–۲۰۰۱۵
- جام حذفی فوتبال کرواسی(۳): ۱۵–۲۰۱۴، ۱۶–۲۰۱۵

العین
- لیگ برتر فوتبال امارات(۱): ۱۸–۲۰۱۷
- جام رئیس دولت امارات(۱): ۱۸–۲۰۱۷
- جام باشگاه‌های جهان: ۲۰۱۸ نایب قهرمان

## آمار مربیگری
| تیم                          | از              | تا             | رکورد | رکورد | رکورد | رکورد | رکورد   |
| تیم                          | از              | تا             | G     | W     | D     | L     | پیروز % |
| ---------------------------- | --------------- | -------------- | ----- | ----- | ----- | ----- | ------- |
| باشگاه فوتبال دینامو زاگرب   | ۲۲ سپتامبر ۲۰۱۳ | ۲۲ اگوست ۲۰۱۳  | ۳     | ۳     | ۰     | ۰     | ۱۰۰     |
| باشگاه فوتبال دینامو زاگرب   | ۲۲ اکتبر ۲۰۱۳   | ۲۰ ژوئن ۲۰۱۶   | ۱۴۴   | ۹۷    | ۲۶    | ۲۱    | ۰۶۷     |
| باشگاه فوتبال النصر عربستان  | ۲۱ ژوئن ۲۰۱۶    | ۲۸ ژانویه ۲۰۱۷ | ۲۱    | ۱۵    | ۲     | ۴     | ۰۷۱     |
| باشگاه فوتبال العین امارات   | ۱ فوریه ۲۰۱۷    | ۳۰ ژانویه ۲۰۱۹ | ۸۹    | ۵۱    | ۱۹    | ۱۹    | ۰۵۷     |
| باشگاه فوتبال الهلال عربستان | ۴ فوریه ۲۰۱۹    | ۲۶ آوریل ۲۰۱۹  | ۲۱    | ۱۳    | ۳     | ۵     | ۰۶۲     |
| باشگاه فوتبال دینامو زاگرب   | ۷ جولای ۲۰۲۰    | ۱۵ مارس ۲۰۲۱   | ۴۲    | ۲۹    | ۷     | ۶     | ۰۶۹     |
| مجموع                        | مجموع           | مجموع          | ۳۲۰   | ۲۰۸   | ۵۷    | ۵۵    | ۰۶۵     |